# Moralische Behandlung
Moralische Behandlung oder englisch moral management bzw. moral treatment ist ein psychiatrisches Behandlungskonzept, das Ende des 18. Jahrhunderts hauptsächlich von England aus in Westeuropa verbreitet wurde und hier im beginnenden 19. Jahrhundert bestimmend war. In England gründete 1794 der Quäker William Tuke (1732–1822) in York ein privates „madhouse“ – eine psychiatrische Einrichtung – nach heutigen Maßstäben, der er den programmatischen Namen „The Retreat“ (Zurückgezogenheit, Zufluchtsort) gab. Diese dort geübte moralische Behandlungsform ist später weitgehend von der Haltung der Psychiker übernommen worden.
Die Praxis der moralischen Behandlung vereinte anfänglich auch somatische Vorstellungen und Behandlungsverfahren, wie geregelte Mahlzeiten, ausreichende Erholung, genügend Schlaf und Medikamente. „Moralisch“ bezieht sich auf lat. mores (= Kultus, Sitte, Gewohnheit, Brauch, den Glauben an die Wirksamkeit von Erziehung, Erholung und menschlicher Güte). In den Begriffen „management“ und „treatment“ kommt der therapeutische Optimismus zum Ausdruck, der erst die Psychiatrie zu einer auf Erfahrungen gegründeten Wissenschaft werden ließ und im Gegensatz zu dem reinen Verwahr- und Ausgrenzungscharakter der früheren Anstalten steht.

## Ursprung und Ausbreitung

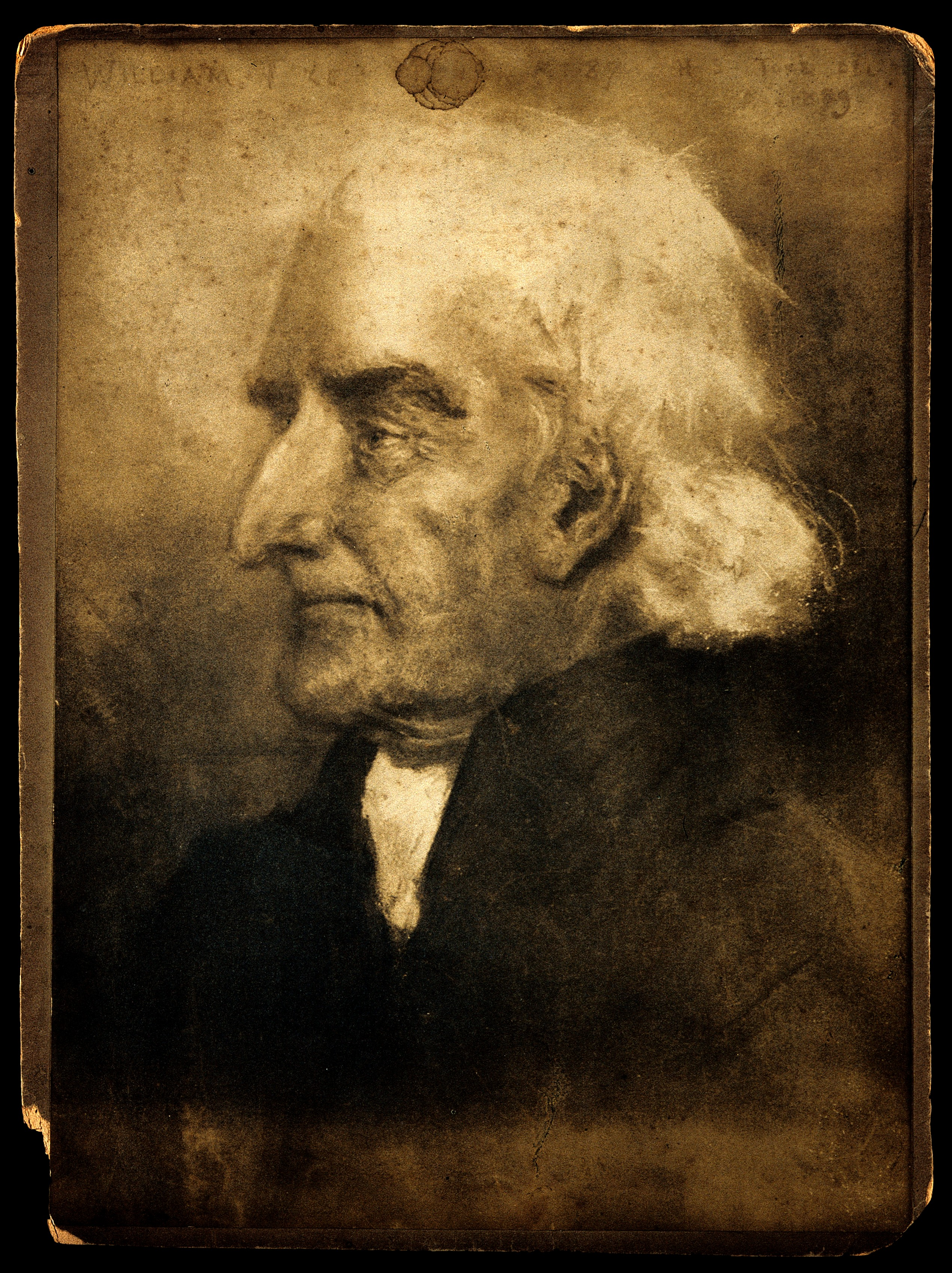
William Tuke

### England
Als Ursprungsland der moralischen Behandlung gilt England. Diese Art der Behandlung steht im Zusammenhang mit der englischen Aufklärungsmoralistik.
Die Einleitung des „moral management“ wird bisweilen in der Gründung des St. Luke’s Hospital in London durch William Battie (1703–1776) im Jahre 1751 gesehen, der ein solches Haus erstmals als Ausbildungsstelle für Medizinstudenten bestimmte und anstelle von „care“ (= Pflege, Versorgung) von „cure“ im Sinne der Therapie und nicht von Verwahrung sprach. Battie sorgte für die Abschaffung der damals üblichen öffentlich-distanzierenden „Irrenschau“ etwa für sozialkritische Karikaturisten wie William Hogarth, romantische Schriftsteller wie Samuel Richardson oder satirische Journalisten und ersetzte sie durch eine der Ausbildung von Studenten dienende Institution der praktischen Erfahrung und Anschauung.
Die moralische Behandlung als eine den psychisch Kranken vergesellschaftende Bewegung wurde danach von den religiösen Überzeugungen der Quäkergemeinde in York getragen unter ihrem Gründer William Tuke (1732–1822). Der Enkel von William, Samuel Tuke (1784–1857), hat diese Behandlungsform in einem 1813 erschienenen Buch näher beschrieben. Ihren Höhepunkt erreichte das „moral management“ unter John Conolly (1794–1866) und dem von ihm vertretenen Prinzip der Gewaltfreiheit bzw. dem Verzicht auf mechanischen Zwang (No restraint). Geistesgeschichtlich wurzelt die moralische Behandlung jedoch auch in der schottischen Schule der Common-Sense-Philosophie. Diese empirische Haltung führte in der Folgezeit sowohl zu einer konsequenten Vermeidung von Zwang, wie sie die Somatiker forderten, aber auch – besonders in Deutschland – zu der Bewegung der Psychiker, die eher erzieherische, nicht immer gewaltfreie Aspekte der Behandlung vertraten. Eine Psychotherapie im heutigen Sinne gab es damals noch nicht.

### Frankreich und Italien
In Frankreich wurde das »traitement moral« bereits durch Philippe Pinel (1745–1826) durchgeführt, das er weitgehend von Jean-Baptiste Pussin übernommen zu haben scheint. Es handelte sich dabei jedoch um eine vom »moral management« weitgehend zu unterscheidende Behandlungsform, die mit der Moralischen Behandlung englischen Stils nur in gewisser Hinsicht zu vergleichen ist. Das »traitement moral« Pinels war mehr von administrativem Charakter, war weiter auf Zwangsbehandlung gegründet und behielt die Unterscheidung von Standesinteressen bei. Regulativ ist die ökonomische Nutzbarmachung der Kranken zur Arbeit. Der gesellschaftlich trennende Begriff der Armen Irren war daher weiterhin angebracht. Das System von John Conolly setzte sich erst 60 Jahre später durch. In Italien und Frankreich richtete sich der Einfluss Englands eher auf die Lehre von William Cullen (1710–1790), als dessen Schüler Pinel und Vincenzo Chiarugi (1759–1820) anzusehen sind. Es gibt zudem Missverständnisse zwischen »traitement moral« und »moral treatment« wegen der unterschiedlichen Bedeutung von „Moral“ in der französischen und englischen Sprache. In Frankreich ist eher der psychologisch-subjektive, in England mehr der gemeinschaftliche Aspekt dieses Begriffs gemeint entsprechend den unterschiedlichen Bedeutungen von sensus communis, siehe auch die Geschichte der funktionellen Syndrome.

### Deutschland und USA
Außer in Westeuropa, wo die moralische Behandlung hauptsächlich verbreitet war, kam sie auch nach Deutschland, wo sie von Johann Christian Reil 1803 eingeführt wurde und strahlte auch in die USA aus. Die eher liberale Haltung Reils setzte sich jedoch in Preußen nicht durch. Dort gewannen die eher strengen Auffassungen von Johann Gottfried Langermann ab 1805 die Oberhand. Die Vorstellung Stahls von der idiopathischen Seelenstörung und Kants Moralphilosophie der zu beherrschenden Leidenschaften wirkten sich hierbei aus auf die Konzeption der psychischen Krankheit als selbstverschuldeter Unvernunft, siehe auch das Konzept der endogenen Psychose und die damit verbundene negative Einstellung gegenüber der Subjektivität, dem sensus communis und den sensualistischen Ärzten wie etwa Johann August Unzer. Die preußische Irrenreform folgte weniger den in Frankreich und England geläufigeren Vorstellungen des sensus communis im Sinne einer positiven gesellschaftlichen Verantwortung für die Irren, sondern war eher von innenpolitischem Sicherheitsdenken und der Furcht vor Attentätern geleitet. Da in Deutschland die Psychiker zahlenmäßig stark vertreten waren, ist darauf hinzuweisen, dass es sich hierbei nicht unbedingt um psychologisierende Ansichten, sondern sehr häufig um moralisierende handelte, während in Frankreich mit franz. moral wie bereits zuvor erwähnt die psychologisierende Sichtweise gemeint ist. Die moralische Behandlung ist heute in der Sozialpsychiatrie und ihren vielfältigen Konzepten aufgegangen. Auch wenn etwa ab 1850 die somatische Behandlungsmethode weithin dominierte, so hat es doch immer wieder neue praktische Ansätze zur Erneuerung des psychiatrischen Alltags im Anstaltswesen gegeben.

## Geistes- und kulturgeschichtliche Grundlagen
Die moralische Behandlung war ursprünglich bestimmt durch die religiösen Überzeugungen der Quäkergemeinde und durch die Annahme des heilsamen Einflusses der Gemeinschaft (sensus communis). Die religiöse Grundhaltung ist bei vielen Vertretern des „moral management“ zu spüren und lässt sich in Beziehung setzen zu der Empfindsamkeit in anderen Ländern nach den dort jeweils abgelaufenen Religionskriegen, vgl. auch Pietismus. Sie ist jedoch auch ein Kind der Aufklärung und als solche philanthropische Haltung indirekt auch von den eher säkularen »moral sciences« getragen, wie sie anfänglich von John Locke (1632–1704) und Bernard Mandeville (1670–1733) dargestellt und später durch John Stuart Mill (1806–1843) ergänzt wurde. Locke und Mandeville waren beide Ärzte und befassten sich daher auch mit psychischen Auffälligkeiten. Es waren hier auch frühe naturwissenschaftliche Modelle von Bedeutung, wie sie zu dieser Zeit etwa von Thomas Willis (1621–1675) und seiner Lehre von den »spiritus animales« (1667), Robert Whytt (1714–1766) und William Cullen (1710–1790) zur Verfügung standen. Moralphilosophische Aspekte der englischen Philosophie des sensus communis und der schottischen Schule standen neben beginnenden naturwissenschaftlichen und naturphilosophischen Überlegungen. Teilweise ging man auch zurück zu den Regeln für den Umgang mit psychisch Kranken, wie sie erstmals durch den römischen enzyklopädischen Autor Aulus Cornelius Celsus im 1. Jahrhundert nach Christus formuliert wurden.
Die Grundhaltung der Aufklärung gegenüber psychisch Leidenden kommt im 5. Buch des Aufklärungsromans „Wilhelm Meisters Lehrjahre“ von Johann Wolfgang von Goethe zum Ausdruck.
„Außer dem Physischen“, sagte der Geistliche, „… finde ich die Mittel, vom Wahnsinn zu heilen, sehr einfach. Es sind ebendieselben, wodurch man gesunde Menschen hindert, wahnsinnig zu werden. Man errege ihre Selbsttätigkeit, man gewöhne sie an Ordnung, man gebe ihnen einen Begriff, daß sie ihr Sein und Schicksal mit so vielen gemein haben, daß das außerordentliche Talent, das größte Glück und das höchste Unglück nur kleine Abweichungen von dem gewöhnlichen sind; so wird sich kein Wahnsinn einschleichen, und wenn er da ist, nach und nach wieder verschwinden. Ich habe des alten Mannes Stunden eingeteilt, er unterrichtet einige Kinder auf der Harfe, er hilft im Garten arbeiten und ist schon viel heiterer. Er wünscht von dem Kohle zu genießen, den er pflanzt, und wünscht meinen Sohn, dem er die Harfe auf den Todesfall geschenkt hat, recht emsig zu unterrichten, damit sie der Knabe ja auch brauchen könne. Als Geistlicher suche ich ihm über seine wunderbaren Skrupel nur wenig zu sagen, aber ein tätiges Leben führt so viele Ereignisse herbei, daß er bald fühlen muß, daß jede Art von Zweifel nur durch Wirksamkeit gehoben werden kann. Ich gehe sachte zu Werke; wenn ich ihm aber noch seinen Bart und seine Kutte wegnehmen kann, so habe ich viel gewonnen: denn es bringt uns nichts näher dem Wahnsinn, als wenn wir uns vor andern auszeichnen, und nichts erhält so sehr den gemeinen Verstand, als im allgemeinen Sinne mit vielen Menschen zu leben. Wie vieles ist leider nicht in unserer Erziehung und in unsern bürgerlichen Einrichtungen, wodurch wir uns und unsere Kinder zur Tollheit vorbereiten.“

## Methoden
Als therapeutische Maßnahmen wurden durchgeführt: freundliche individuelle Pflege, Beschäftigungstherapie, religiöse Übungen, Vergnügungen, Spiele, Musizieren, körperliche Übungen, Studien, Erholung, Garten- und Landarbeit unter Verzicht auf physikalische Zwangsmittel und physische Gewalt.

## Problematik
Grundlage der moralischen Behandlung ist vor allem in Deutschland die Vorstellung, dass psychische Krankheit als fehlgeleitetes sittliches Handeln und Wollen aufzufassen ist. Da die moralische Behandlung letztlich meist auf einem mehr oder weniger umfassenden System gesellschaftlicher oder zumindest gruppenspezifischer Normvorstellungen beruht, kann sie bereits definitionsgemäß nicht mit den stets individuell und subjektiv geprägten ethischen Überzeugungen eines zu behandelnden Patienten übereinstimmen. Hierfür sprechen bereits Gründe soziologischer Unterschiede und Differenzierungen. Diese prinzipielle Diskrepanz wird durch die Tatsache der sozialen Frage bzw. durch das Problem der armen Irren weiter verschärft, verhinderte jedoch vor allem in Deutschland nicht den Vorwurf der subjektiven Schuldzuweisung gegenüber dem Kranken.
Da die Behandlung der Irren unter moralischem Gesichtspunkt davon ausgeht, dass mangelnde eigene moralische Kräfte der betroffenen Kranken einer Genesung im Wege stehen, liegt das Wesen der Behandlung notwendig im Versuch begründet, ärztlich oder gesellschaftlich begründbare Moralvorstellungen auf den Patienten zu übertragen. Dies erfordert jedoch eine notwendige Anpassung seitens des behandelten Patienten. Diese Anpassung wiederum wird mit unterschiedlichen Mitteln herbeigeführt, die aber kaum als individuell bestimmt, sondern stets als mehr oder weniger zwanghaft angesehen werden müssen, auch wenn von Verzicht auf physikalische Zwangsmittel und physische Gewalt gesprochen wird. Ein spektakulärer Heilerfolg der moralischen Behandlung in England war die Behandlung von König George III. durch Francis Willis, wobei auch hier Zwangsmittel angewendet wurden, um den Willen des Königs zu brechen. Klaus Dörner spricht daher von dem Versuch einer Verinnerlichung des Zwangs.  Anpassung gilt als Voraussetzung jeder Erziehung. Daher haben pädagogische Vorstellungen sowie das Prinzip der Familie ein großes Gewicht innerhalb des Konzepts der moralischen Behandlung. Aber auch moralphilosophische und theologische Vorstellungen fließen mit in dieses Konzept mit ein. Allerdings darf nicht vergessen werden, dass ein erwachsener psychisch Kranker nicht mehr als Kind betrachtet werden darf. Hieraus erwachsen Probleme der jeweiligen Selbständigkeit bzw. der Entmündigung.